# Francisco Appio
Idivar Francisco Appio (Lagoa Vermelha , 24 de novembro de 1947 - Porto Alegre , 31 de outubro de 2022) foi um político brasileiro, filiado ao Partido Progressista (PP). 
Francisco é pai do juiz federal Eduardo Appio.
Em 2010, foi um dos deputados estaduais do Rio Grande do Sul que votou a favor do aumento de 73% nos próprios salários em dezembro, fato que gerou uma música crítica chamada "Gangue da Matriz" composta e interpretada pelo músico Tonho Crocco, que fala em sua letra os nomes dos 36 deputados (inclusive o de Francisco Appio) que foram favoráveis a esse autoconcedido aumento salarial.
Nas eleições de 2014, em 5 de outubro, não foi eleito. Foi deputado estadual na Assembleia Legislativa do Rio Grande do Sul na 52ª legislatura (2007 — 2011).
Faleceu em 31 de outubro de 2022 aos 74 anos em decorrência de um AVC.